# Sent Estève (Losera)
Sent Estève (en francès Saint-Étienne-du-Valdonnez) és un municipi francès situat al departament del Losera i a la regió d'Occitània.